# Franz-Josef Bode
Franz Josef Bode (ur. 16 lutego 1951) – duchowny katolicki, biskup Osnabrücku w latach 1995–2023.
Dorastał w Etteln obok Paderborn. Uczęszczał do gimnazjum w Paderborn. 13 grudnia 1975 roku w Paderborn uzyskał święcenia kapłańskie i został wikariuszem w Lippstadt. 5 czerwca 1991 r. został biskupem tytularnym Mattiana i biskupem pomocniczym archidiecezji Paderborn. Święcenia biskupie otrzymał 1 września 1991 r. 12 września 1995 roku został powołany przez papieża Jana Pawła II na biskupa Osnabrücku.
25 marca 2023 r. papież Franciszek przyjął jego rezygnację z pełnionej funkcji.